# Roncus transsilvanicus
Roncus transsilvanicus es una especie de arácnido del orden Pseudoscorpionida de la familia Neobisiidae.

## Distribución geográfica
Se encuentra en Rumania, Ucrania, Polonia y en los territorios que antes se llamaban Checoslovaquia.